# Превосходство Борна
«Превосхо́дство Бо́рна» (англ. The Bourne Supremacy) — боевик 2004 года, четвёртый полнометражный фильм британского режиссёра Пола Гринграсса по сценарию Тони Гилроя с участием персонажа Роберта Ладлэма Джейсона Борна. Хотя фильм назван по второму роману о Борне (1986), его сюжет совершенно другой. Это вторая часть серии фильмов о Джейсоне Борне и продолжение «Идентификации Борна» (2002).
«Превосходство Борна» продолжает историю Джейсона Борна, бывшего наемного убийцы ЦРУ, страдающего психогенной амнезией. Борна играет Мэтт Деймон. Фильм фокусируется на его попытке узнать больше о своем прошлом, поскольку он снова оказывается втянутым в заговор с участием ЦРУ и операции «Тредстоун». Актёры Брайан Кокс и Джулия Стайлз повторяют свои роли Уорда Эбботта и Ники Парсонс соответственно. Джоан Аллен присоединяется к актёрскому составу в качестве заместителя директора и руководителя оперативной группы Памелы Лэнди.
Universal Pictures выпустила фильм в кинотеатрах Соединенных Штатов 23 июля 2004 года, получив положительные отзывы и коммерческий успех, собрав в прокате 290 миллионов долларов при бюджете в 75 миллионов долларов. За фильмом последовали «Ультиматум Борна» (2007), «Эволюция Борна» (2012) и «Джейсон Борн» (2016).

## Сюжет
Со времени событий, описанных в фильме «Идентификация Борна», прошло почти три года. Джейсон Борн и его подруга Мари Кройц живут инкогнито в штате Гоа в Индии. Борна преследуют воспоминания об убийстве в берлинском отеле.
Тем временем в Берлине проходит операция ЦРУ. Памела Лэнди хочет получить за 3 миллиона долларов так называемые «файлы Неского» — документы, которые должны пролить свет на кражу 20 миллионов долларов из ЦРУ, совершенную несколькими годами ранее. В прошлом российский политик Владимир Неский должен был объявить похитителя денег, но был убит женой в берлинском отеле. Текущая операция также проваливается: киллер Кирилл, отключив электричество в отеле, убивает агента и «купца» и похищает документы с деньгами, чтобы передать их русскому олигарху Юрию Греткову, на которого он работает. При этом на взрывном устройстве, повредившем силовой кабель, он специально оставляет отпечатки пальцев Борна.
Затем, прибыв в Гоа, Кирилл пытается убить Борна. Борн «вычисляет» чужака, и ему удается уйти, но при этом от руки Кирилла (выстрел из снайперской винтовки) погибает Мария. Кирилл же уверен, что убил Борна, то есть выполнил заказ. Борн отправляется в Неаполь, чтобы выяснить, почему ЦРУ вновь его преследует.
Лэнди обнаруживает, что отпечатки пальцев на взрывном устройстве совпадают с отпечатками одного из агентов проекта «Тредстоун». Она добивается доступа к материалам проекта. Руководитель проекта Уорд Эбботт и Лэнди отправляются в Берлин.
По прибытии в Неаполь Борна задерживают. Во время допроса сотрудником посольства США, Борн нападает на него, копирует его SIM-карту и, подслушав разговор сотрудника с Лэнди, узнаёт, что та хочет найти Борна и что он подозревается в нескольких убийствах, совершенных недавно в Берлине. В Мюнхене Борн находит бывшего агента проекта «Тредстоун» Ярду, чтобы выяснить, кто и почему его преследует. Ярда сообщает, что проект закрыт. В ходе начавшейся борьбы Борн вынужден убить Ярду.
В Берлин Лэнди и Эбботт привозят Ники Парсонс, которая в проекте «Тредстоун» отвечала за здоровье агентов и снабжение. Борн следит за Лэнди, уверенный, что это она организовала покушение в Гоа. Выторговав у ЦРУ встречу с Ники, он расспрашивает её о проекте «Тредстоун» и охоте на него. Ники поясняет, что его подозревают в убийствах и срыве операции в Берлине. Борн решает, что речь об убийстве Неского в берлинском отеле «Брекер», которое было его первым заданием. Ники говорит, что первая операция Борна была в Женеве, и она ничего не знает про убийство в Берлине. Лэнди через систему подслушивания слышит этот разговор и начинает думать, что Борн невиновен.
Борн посещает отель «Брекер» и вспоминает свою первую миссию: это он убил супругов Неских, вложив оружие в руки жене политика. Борн приходит к Эбботу, который сознаётся, что он вместе с Гретковым причастен к похищению денег. Покушение в Гоа тоже организовано им. Борн записывает его признание на диктофон, чтобы передать запись Лэнди. Когда Лэнди приходит в номер к Эбботу, тот стреляет себе в голову.
Борн отправляется в Москву, чтобы найти дочь супругов Неских Ирину. Кирилл преследует Борна и в ходе автомобильной погони погибает. Юрия Греткова арестовывают. Борн добирается до квартиры, где живёт дочь Неских, и рассказывает ей правду о смерти родителей, после чего уходит.
Спустя некоторое время Борн звонит Лэнди, находящейся в Нью-Йорке. Она благодарит его за запись и сообщает ему его настоящее имя, место и дату рождения.

## В ролях
| Актёр          | Роль                      |
| -------------- | ------------------------- |
| Мэтт Деймон    | Джейсон Борн (Дэвид Уэбб) |
| Франка Потенте | Мария Елена Кройтц        |
| Брайан Кокс    | Уорд Эбботт               |
| Джулия Стайлз  | Николет Парсонс           |
| Карл Урбан     | Кирилл                    |
| Гэбриэл Мэнн   | Дэнни Зорн                |
| Джоан Аллен    | Памела Лэнди              |
| Мартон Чокаш   | Ярда                      |

| Актёр              | Роль           |
| ------------------ | -------------- |
| Карел Роден        | Гретков        |
| Томас Арана        | Мартин Маршалл |
| Том Гэллоп         | Том Кронин     |
| Мишель Монаган     | Ким            |
| Этан Сэндлер       | Курт           |
| Джон Бедфорд Ллойд | Тедди          |
| Оксана Акиньшина   | Ирина Неская   |
| Тим Гриффин        | Невинс         |
| Виталий Абдулов    | таксист        |

| Актёр                   | Роль                              |
| ----------------------- | --------------------------------- |
| Евгений Ситохин         | Владимир Неский                   |
| Марина Вайс-Бургазлиева | мисс Неская                       |
| Ваня Муес               | ночной портье                     |
| Клаудио Манискалько     | сотрудник иммиграционной службы   |
| Дирк Шёдон              | водитель такси в Берлине          |
| Иван Шведофф            | московский полицейский            |
| Денис Бургазлиев        | московский полицейский            |
| Виктор Альфьери         | Рензи (голос, в титрах не указан) |
| Крис Купер              | Конклин (в титрах не указан)      |

## Создатели фильма
- Режиссёр: Пол Гринграсс
- Автор сценария: Тони Гилрой
- Продюсеры: Фрэнк Маршалл, Патрик Кроули, Пол Сэндберг (номинация на премию «Сатурн»)
- Оператор: Оливер Вуд
- Художник: Доминик Уоткинс
- Композитор: Джон Пауэлл

## Саундтрек
Вся музыка написана Джоном Пауэллом (финальная тема — автор и исполнитель Moby).
| №   | Название                             | Длительность |
| --- | ------------------------------------ | ------------ |
| 1.  | «Goa»                                |              |
| 2.  | «The Drop»                           |              |
| 3.  | «Funeral Pyre»                       |              |
| 4.  | «Gathering Data»                     |              |
| 5.  | «Nach Deutschland»                   |              |
| 6.  | «To The Roof»                        |              |
| 7.  | «New Memories»                       |              |
| 8.  | «Berlin Foot Chase»                  |              |
| 9.  | «Alexander Platz / Abbotts Confesse» |              |
| 10. | «Moscow Wind Up»                     |              |
| 11. | «Bim Bam Smash»                      |              |
| 12. | «Atonement»                          |              |
| 13. | «Extreme Ways»                       |              |

## Кинокритика и кассовые сборы
Фильм положительно оценён кинокритиками — его рейтинг на сайте Rotten Tomatoes составляет 81 % (средний балл — 7,2/10).
Также картина пользовалась успехом в прокате: при относительно небольшом бюджете в 75 млн долларов общемировые кассовые сборы составили 289 млн долларов.
Сцена погони по московским улицам получила в 2005 году мировую премию в области трюков Таурус (англ. Taurus World Stunt Awards) в номинации «лучшая машина» (англ. Best Vehicle). Руководил постановкой этой автомобильной погони российский каскадёр Виктор Иванов. Для того, чтобы отснять сцену, были использованы шесть автомобилей «Волга» ГАЗ-3110.